# Бетсі
Бетсі — англійське жіноче ім'я. Може також бути скороченням від Елізабет.
Відомі носії:
- Бетсі Аббас — єгипетська тенісистка
- Бетсі Армстронг — американська ватерполістка
- Бетсі Брандт — американська акторка
- Бетсі Девос — американська підприємиця, філантропка, політична діячка
- Бетсі Жолас — французька композиторка
- Бетсі Кадваладр — медсестра під час Кримської війни
- Бетсі Мітчелл — американська плавчиня
- Бетсі Нагелсен — американська тенісистка
- Бетсі Палмер — американська акторка
- Бетсі Росс — філадельфійська кравчиня, яка пошила перший американський прапор
- Бетсі Чавес — прем'єр-міністерка Перу